# The Hall of Presidents
The Hall of Presidents is een animatronicsshow in het Magic Kingdom in het Walt Disney World Resort in Florida en werd geopend op 1 oktober 1971. De show bevat animatronics van alle 45 Amerikaanse presidenten. De show is ondergebracht in een gebouw dat de Independence Hall in Philadelphia voor moet stellen.

## Geschiedenis

### One Nation Under God
Walt Disney wilde in eerste instantie een attractie gelijk aan The Hall of Presidents in het Disneyland Park in Anaheim, die hij One Nation Under God wilde noemen. Deze attractie zou te vinden moeten zijn in een uitbreiding op Main Street, U.S.A., de zogenaamde Liberty Street at Edison Square. Walt had voor de presidenten wassen beelden in gedachten, maar besloot later om er bewegende figuren van te maken. De techniek die hij hiervoor wilde bestond echter nog niet of voldeed niet aan zijn wensen. Uiteindelijk besloot hij om samen met zijn imagineers van WED Enterprises te proberen om een audio-animatronic te maken. De animatronic kwam er en het werd een van Walt Disney's persoonlijke helden: Abraham Lincoln, de 16e president van de Verenigde Staten.

### Great Moments with Mr. Lincoln
Toen de animatronic klaar was werd er een kleine attractie rondom de robot heen gebouwd: Great Moments with Mr. Lincoln, die nog steeds in Anaheim te vinden is. Eerst betraden de bezoekers een zaal waarin schilderijen op een scherm werden geprojecteerd om een indruk te geven van de staat Illinois. Daarna konden de bezoekers naar een tweede zaal waar de animatronic van Lincoln in een stoel zat. Wanneer de show begon stond hij op, en hield hij een van zijn bekende toespraken, die 5 tot 7 minuten duurde. De show eindigde vervolgens met openslaande gordijnen met daarachter een maquette van de koepel van het Capitool.
Bij de 50e verjaardag van het park in 2005 werd de attractie gesloten. In 2009 werden de deuren echter weer geopend.

### Liberty Square
Na de dood van Walt Disney in 1966, vorderden de plannen met het vooruitzicht op de bouw van het Walt Disney World Resort bij Orlando. Omdat het Magic Kingdom aldaar zou gaan verschillen van het park in Anaheim, werd besloten dat het themagebied New Orleans Square werd geschrapt. De reden hiervoor was dat de Imagineers dachten dat een thema met New Orleans overbodig was, omdat de stad immers in de buurt lag van de locatie van het park. De oude plannen van de Liberty Street at Edison Square werden weer tevoorschijn gehaald en een nieuw gebied werd ontworpen speciaal voor het nieuwe park: Liberty Square. In navolging daarvan ontworpen de imagineers tevens een nieuw concept voor Great Moments with Mr. Lincoln, dat zich uitte in The Hall of Presidents.

## Beschrijving

### De eerste versie
De show begint met een film, verteld door Lawrence Dobkin, die de geschiedenis van de Verenigde Staten beschrijft. Hij laat zien dat de American Way gevormd is door vele conflicten en jaren van problemen. De boodschap die de film duidelijk probeert te maken is dat de Verenigde Staten een land vormen dat niet bang is voor ontwikkelingen.  De film bejubelt ook de vrijheden van het Amerikaanse volk, de grondwet van de Verenigde Staten en de ontwikkelingen van het land in haar vroege jaren. Met behulp van schilderijen uit die tijd wordt de Constitutional Convention nagebootst.
George Washington (ingesproken door Paul Frees) en Benjamin Franklin komen aan het woord in speeches voor de Convention. Beiden benadrukken ze dat de nieuwe regering voor het land 'anders' zou zijn. Na het opstellen van de Amerikaanse grondwet, komt de Whiskey Rebellion ter sprake. Er wordt verteld over de drang tot afscheiding die heerste bij de zuidelijke staten van Amerika.
Vervolgens gaat de film verder over de tijd van Abraham Lincoln en wordt er verder gesproken over de drang tot afscheiding. De schilderijen die worden getoond zijn dezelfde als die in de attractie Great Moments with Mr. Lincoln. Er zijn tevens andere schilderijen te zien, omdat het scherm breder is dan het scherm in de attractie in Anaheim. De film benadrukt dat de Amerikaanse grondwet de roerige periodes heeft overleefd, dat, volgens de film, Amerika tot een eenheid maakt. Na de Amerikaanse Burgeroorlog maakte het land enorme ontwikkelingen door. De grondwet bleef echter de leidraad van het land. De film doet ten slotte een beroep op toekomstige presidenten dat ze zich moeten wijden aan de grondwet als ze willen dat het land zal overleven.
Als een raket over het scherm vliegt, wordt het scherm automatisch opgerold en biedt dit uitzicht op alle presidenten van Amerika, die achter het scherm stonden. Alle presidenten worden vervolgens bij naam genoemd (in chronologische volgorde). Elke animatronic knikt, zwaait of maakt een gebaar wanneer de naam wordt opgenoemd van de president die hij voor moet stellen. Tijdens speeches van verschillende animatronics praten de presidenten met elkaar of kijken ze rond om de illusie te wekken dat ze werkelijk leven. Abraham Lincoln staat vervolgens op en geeft dezelfde speech als die in Great Moments with Mr. Lincoln. Wanneer hij is uitgesproken, eindigt de show met de door een koor gezongen The Battle Hymn of the Republic.

### Veranderingen ten opzichte van de eerste versie

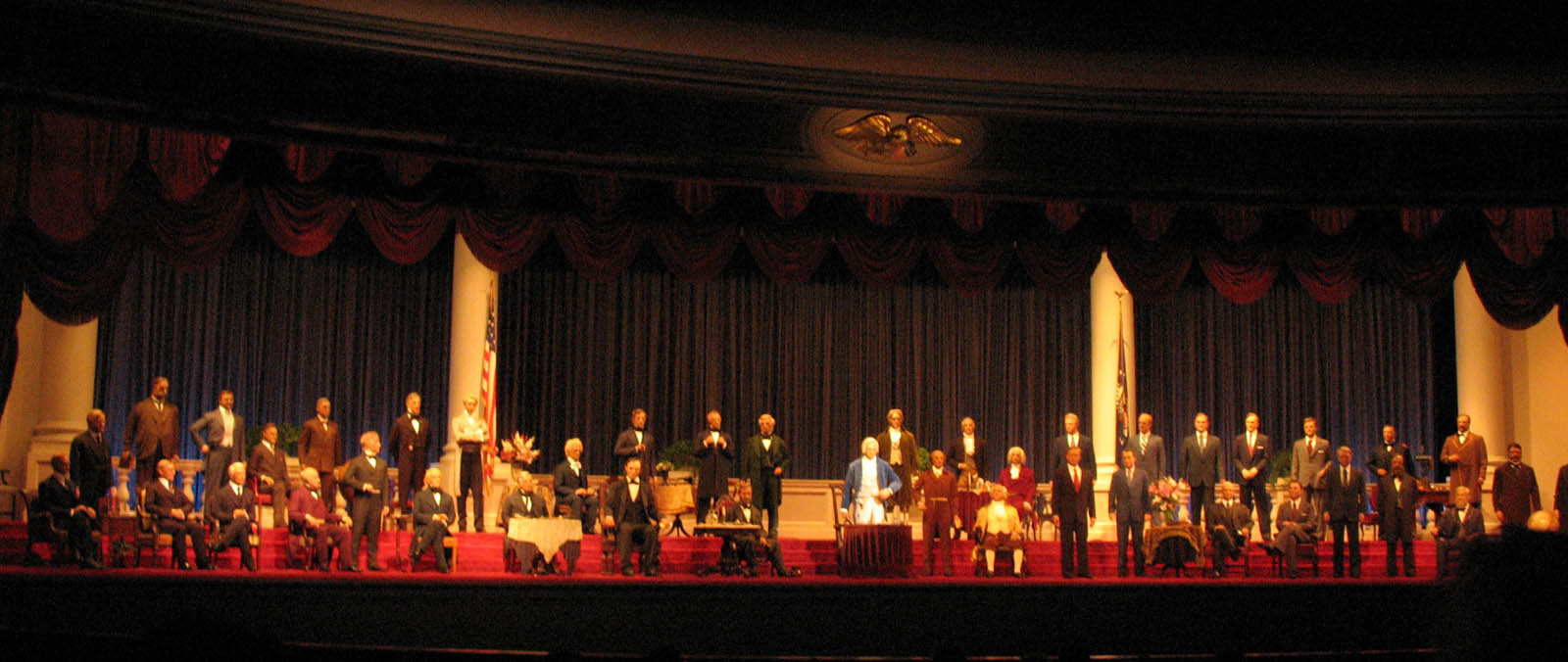
De versie van 2001 tot 2008 met een speech door George W. Bush

De eerste, originele versie van de show was te zien van 1971 tot 1993. Nieuwe animatronics van presidenten werden toegevoegd wanneer deze werden verkozen.
De show werd volledig gerenoveerd toen president Bill Clinton werd verkozen. Eric Foner, een professor in de geschiedenis aan de Columbia-universiteit, wist het management van Disney er toen van te overtuigen dat de show een nieuwe versie nodig had. Foner herschreef het script om andere belangrijke zaken in de geschiedenis van de Verenigde Staten aan het licht te laten komen, zoal slavernij en andere ethische en civiele kwesties gerelateerd aan het land. Ook schreef hij een nieuwe speech voor Lincoln. De film werd ingekort en kreeg een nieuwe soundtrack, om beter met de nieuwe opzet van de show overeen te komen.Tevens werden een nieuwe verteller en stemacteurs gekozen om de film in te spreken. Maya Angelou werd de nieuwe verteller van de film. Amateuracteurs spraken de stemmen voor de presidenten in, hetgeen voorheen bekenden binnen de The Walt Disney Company deden.
Een andere verandering was het geven van het woord aan de nieuwste president in de zaal. De stem van de president werd opgenomen door de president zelf. Clinton was de eerste aan wie deze eer was en las een speech voor, geschreven door Foner. Na de speech van de nieuwe president kwam Lincoln pas weer aan het woord. De animatronic van Lincoln kreeg een bril en een spiekbriefje waar hij op keek tijdens zijn speech. Dit tot teleurstelling van velen, die vonden dat dit afbreuk deed aan het iconische karakter van de president.
Voor de update van 2001, waarbij president George W. Bush een plaats kreeg in de zaal, werd Angelou vervangen door J.D. Hall als verteller. De tekst bleef echter wel hetzelfde. De animatronic van Clinton werd achter in de zaal geplaatst en maakte plaats voor die van Bush, die ook een eigen toespraak hield.
Vóór 2009, het jaar waarin president Barack Obama werd toegevoegd aan de zaal, sloot de attractie van 31 oktober 2008 tot 1 juli 2009 om een grondige renovatie te ondergaan. Audio en visuele effecten werden opgepoetst. Toen Obama zijn toespraak insprak op 4 maart 2009, sprak hij ook de ambtseed opnieuw in voor de show. Tevens werd Hall als verteller vervangen door Morgan Freeman en kreeg ook president George Washington een rol in de show. Ten slotte werd de raket in de film vervangen door de eerste lancering van de Columbia Spaceshuttle.